# 汉口的约拿
汉口的约拿，本名弗拉基米尔·波克罗夫斯基（俄语：Владимир Покровский）是一名俄罗斯正教会域外教会在中国汉口的主教。1922年9月18在北京由大主教英诺肯提祝圣。随后被任命为在满洲里传教团教堂的执事，其实际工作地点也在满洲里。1996年10月20日，约拿由域外教会封圣。2016年2月3日，俄罗斯正教会主教公会将约拿封圣为启蒙者、汉口的圣约拿。